# Gentlemen’s Club

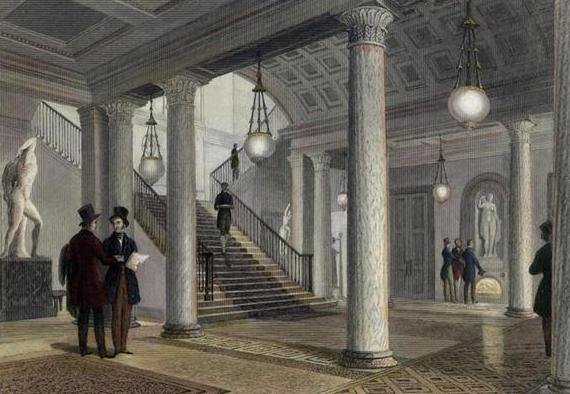
Lobby des Athenaeum Clubs, Stich von 1845

Ein Gentlemen’s Club ist eine soziale Vereinigung meist männlicher Personen. Die ersten Clubs wurden von Angehörigen der  britischen Upper Class begründet,  nach diesem Vorbild entstanden Gentlemen’s Clubs in zahlreichen Ländern. 

## Geschichte
Die ersten Clubs entstanden im Londoner Westend, rund um Pall Mall und den St James’s Palace, weshalb die Gegend heute auch noch gelegentlich als Clubland bezeichnet wird. Die Clubs übernahmen die Rolle, die im 18. Jahrhundert die Coffee Houses innehatten, und erreichten den Höhepunkt ihrer sozialen Bedeutung im späten 19. Jahrhundert. Im Zuge der Demokratisierung wurden die Anforderungen an die soziale Zugehörigkeit zunehmend gelockert, so dass manche Clubs nun breiteren bürgerlichen Schichten und zu Beginn des 21. Jahrhunderts auch Frauen ihre Tore öffneten.
Wenn die Clubs heute auch weit von ihrem einstigen Einfluss entfernt sind, erleben sie doch in jüngster Zeit eine Art Renaissance. Mehr und mehr Politiker und Geschäftsleute in Großbritannien, aber auch anderen Teilen der Welt, treffen sich dort zu Diskussionen und Konferenzen über aktuelle Probleme. Im Commonwealth Club in London beispielsweise haben bereits der ehemalige britische Premierminister Tony Blair, der nigerianische Staatspräsident Olusegun Obasanjo sowie der ehemalige australische Premierminister John Howard gesprochen.
Auf dem Kontinent gab es Anfang des 20. Jahrhunderts Neugründungen von Clubs, die sich die britischen als Vorbild nahmen. Beispiele hierfür sind der Anglo-German Club, Hafenclub und der Übersee-Club in Hamburg, der Kieler Kaufmann in Kiel (mittlerweile ein Hotel), der Industrie-Club Düsseldorf, der Herrenclub, Export-Club und das Kaufmanns Casino in München.
Nach der Befreiung vom Nationalsozialismus kam in der britischen Besatzungszone gleich 1945 etwa in Hannover der Club zu Hannover hinzu.

## Mitglieder
Gewöhnlich wurden sie von Personen mit ähnlichen Ansichten, Vorlieben oder Interessen gegründet. So trafen sich etwa im Carlton und im White’s Club Angehörige der Tories bzw. später der Konservativen, während sich im Brooks’s und im Reform Club die Whigs und später die Liberalen versammelten. Als Heimstätten der Wissenschaftler und Schriftsteller etablierte sich vor allem der Literary sowie der elitäre Athenaeum Club. Der Travellers Club machte es zur Aufnahmevoraussetzung, dass sich seine Mitglieder mindestens einmal im Ausland befunden und sich dabei 500 Meilen Luftlinie von London entfernt haben mussten. Dementsprechend fanden sich unter seinen Mitgliedern nicht zuletzt zahlreiche Diplomaten. Der Oxford & Cambridge Club und der City University Club in der „Square Mile“ vereinen Absolventen der beiden berühmten Elite-Universitäten, der Caledonian Club Männer mit vier schottischen Großeltern und enger Verbindung zu Schottland. Im Army & Navy Club („The In & Out“), Naval & Military sowie im Royal Air Force Club treffen sich Militärs, im Marylebone Cricket Club die Freunde dieser englischen Traditionssportart, im Garrick Club Schauspieler.
Die ersten Clubs waren noch in großem Maße aristokratisch geprägt. Die Aufnahme neuer Mitglieder bedurfte grundsätzlich der Fürsprache mindestens eines dem Club bereits angehörenden Mitglieds. Wer sich selbst „empfahl“, wie etwa der Schauspieler David Garrick dem Literary Club, musste mit scharfem Protest, wenn nicht gar Zurückweisung allein aus diesem Grund rechnen. Berüchtigt war auch das sogenannte, heute kaum mehr praktizierte Blackballing: Die Mitglieder warfen in geheimer Abstimmung in eine Art Urne schwarze und weiße Kügelchen – ein einziges schwarzes, und der Kandidat war durchgefallen. Derlei geschah etwa dem britischen Verteidigungsminister Michael Heseltine im Pratt’s und dem Times-Kolumnisten Bernard Levin im Garrick Club. Groucho Marx kommentierte seinen Austritt aus dem Friars Club sarkastisch mit den Worten, er wolle keinem Club angehören, der einen wie ihn zum Mitglied mache.
Mit zunehmender Verbreitung der Institution Club wurden die Kriterien freilich gelockert. Jedermann, der den Titel eines Gentleman beanspruchen konnte, fand einen Club, der ihn aufnahm, es sei denn, dem standen schwere „objektive Hindernisse“ entgegen – wozu aber bisweilen auch die Notwendigkeit gerechnet wurde, seinen Lebensunterhalt mit eigener Hände Arbeit zu verdienen.
Lange Zeit waren die Clubs, von wenigen Ausnahmen wie dem Almack’s abgesehen, eine reine Männerdomäne. Für viele gilt dies auch heute noch. Der Reform Club indes nimmt weibliche Mitglieder seit 1981 auf, der Athenaeum Club entschloss sich 2002 dazu. Im Carlton können Frauen lediglich „assoziierte“ Mitglieder mit beschränkten Rechten werden; ähnliches gilt für den Travellers Club. Im Savage Club sind sie nur am Dienstag- und Mittwochabend zugelassen.

## Zeitvertreib

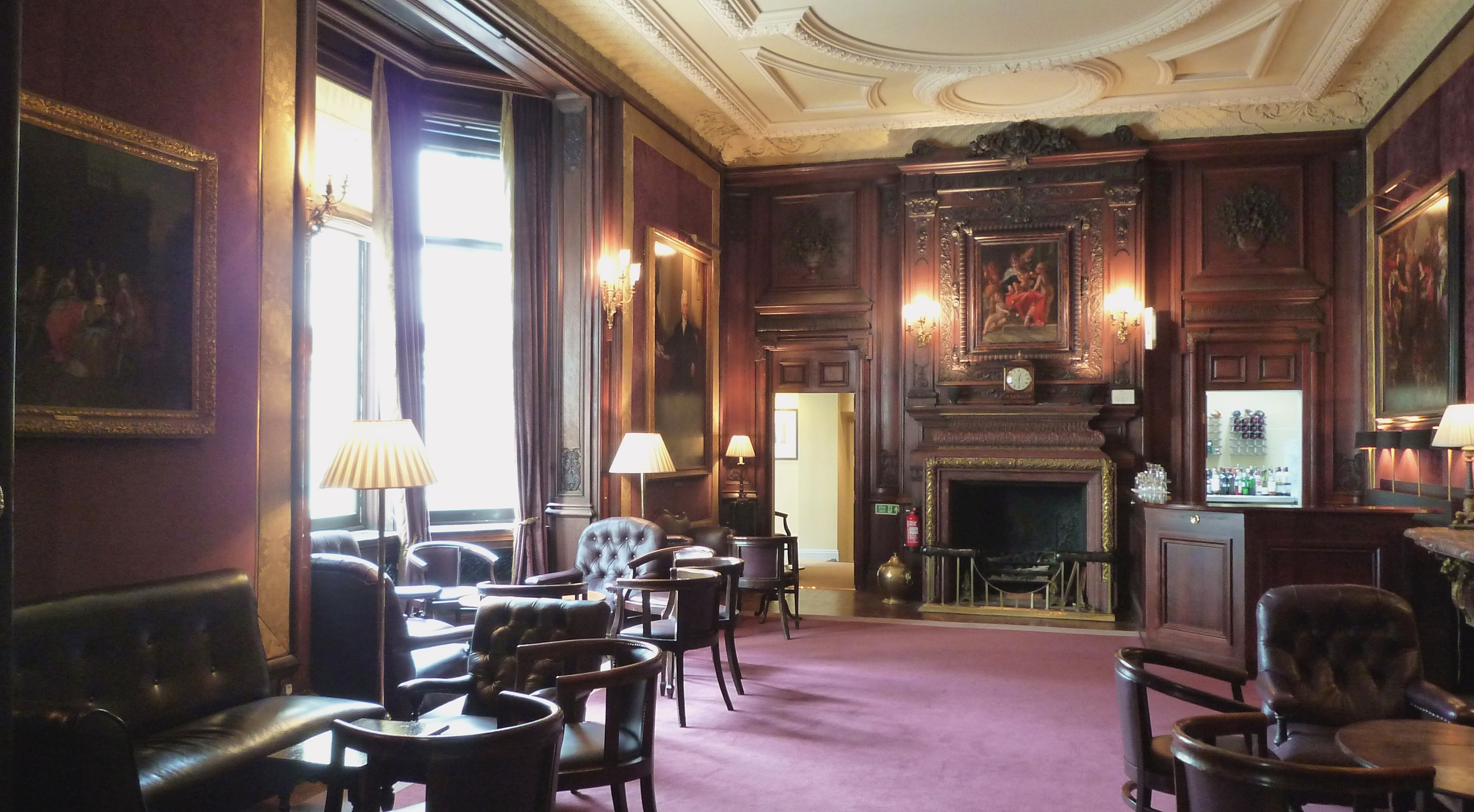
Die Bar im Savile Club

In den Clubs wurde weniger öffentliche Unterhaltung wie Musik oder dergleichen geboten; vielmehr dienten sie vor allem als „zweites Heim“, in dem die Herren entspannen, sich mit ihren Freunden treffen, Gesellschaftsspiele spielen und eine Mahlzeit erhalten konnten. Hier konnten Angehörige der Ober- und der oberen Mittelklasse auch mit mäßigem Einkommen ein großartiges und mondänes Ambiente genießen. Die Häuser der reichsten Clubs wurden oft von denselben Architekten gebaut und denselben Künstlern ausgestattet wie die vornehmsten Adelssitze. Auch boten die Clubs ihren Mitgliedern Zuflucht vor allerlei häuslich-ehelichem Ungemach. Manche Mitglieder verbrachten einen Großteil ihrer Lebenszeit im Club, der oftmals auch Übernachtungsmöglichkeiten bot.
Manche Clubs waren für ihre Glücksspiele berühmt, so etwa der Brooks’s Club für seine Whist- und Hasard-Abende. Im Almacks Club, einem der wenigen, die von Anfang an Frauen aufnahmen, fand man sich regelmäßig zu Tanzveranstaltungen ein. Im White’s Club hingegen pflegte man vor allem zu wetten – Lord Alvanley etwa setzte £ 3000 darauf, dass ein bestimmter Regentropfen auf der Fensterscheibe als erster den Fensterrahmen erreicht. Im Reform Club lässt Jules Verne jene berühmte Wette spielen, die Gegenstand seines Romans Reise um die Erde in 80 Tagen ist.
Hin und wieder wurde in den Clubs aber auch National-, wenn nicht Weltgeschichte geschrieben. So wählten im Jahr 1911 die konservativen Unterhausabgeordneten im Carlton Club ihren neuen Vorsitzenden Andrew Bonar Law. 1922 fiel die Entscheidung der Conservative Party, die von David Lloyd George geführte Koalition zu verlassen, bei einem informellen Treffen im Carlton Club.

## Bekannte Clubs
- Almacks Club, gegründet 1765 von William Macall
- Anglo-German Club, gegründet 1948 in Hamburg
- Athenaeum Club, gegründet 1823 u. a. von Thomas Lawrence, John Wilson Croker; Mitglieder u. a. Rudyard Kipling, Charles Darwin, Lord Palmerston, Walter Scott, William Makepeace Thackeray, Cecil Rhodes, Winston Churchill, Harold Macmillan, Samuel Edwards
- Beaver Club, Montreal, gegründet 1785
- Beefsteak Club, gegründet 1876
- Boodle’s Club, gegründet 1762
- Brooks’s Club, gegründet 1764, Mitglieder u. a. Charles James Fox, William Pitt, Joshua Reynolds, David Garrick, Horace Walpole, 4. Earl of Orford, William Wilberforce, Palmerston und David Hume.
- Caledonian Club, gegründet 1891
- Cape Town Club, gegründet 1858 in Kapstadt
- Carlton Club, gegründet 1832, Mitglieder u. a. Benjamin Disraeli, Robert Peel, Winston Churchill, Harold Macmillan
- Garrick Club, gegründet 1831, Mitglieder u. a. Charles Dickens, William Makepeace Thackeray, George Meredith, Henry Irving, Edward Elgar, Frederic Leighton und Dante Gabriel Rossetti
- Hurlingham Club, gegründet 1869
- Literary Club, gegründet 1764 von Samuel Johnson; Mitglieder u. a. Charles James Fox, Edmund Burke, Edward Gibbon, David Garrick, die Bischöfe von Salisbury und Peterborough, Lord Palmerston, Joshua Reynolds
- Oxford & Cambridge Club, gegründet 1821
- Pratt's, gegründet 1857
- Reform Club, gegründet 1836 von Edward Elice, Mitglieder u. a. Lord Palmerston, William Ewart Gladstone, Arthur Conan Doyle, Henry James, H. G. Wells, William Makepeace Thackeray, Roy Jenkins, Henry Irving, Winston Churchill, David Lloyd George
- Savage Club, gegründet 1857, Mitglieder u. a. Henry Irving, Sergej Rachmaninow, Alexander Fleming, Dante Gabriel Rossetti, Mark Twain, Edgar Wallace, Peter Ustinov, Charlie Chaplin, Louis Mountbatten, 1. Earl Mountbatten of Burma, Prinz Philipp
- Savile Club, gegründet 1868 unter dem Namen New Club, Mitglieder u. a. Lord Snow, Thomas Hardy, Rudyard Kipling, Robert Louis Stevenson, H. G. Wells, William Butler Yeats
- St. Stephen's Club, gegründet 1870 von Benjamin Disraeli, Mitglieder u. a. Margaret Thatcher und Harold Macmillan
- Teddington Hunt Club, gegründet 1749 von Robert Earl of Bicester
- Travellers Club, gegründet 1819, Mitglieder u. a. Arthur Wellesley, 1. Duke of Wellington, Lord Russell, Arthur Balfour, Stanley Baldwin, Francis Beaufort, Graham Greene, Jules Verne, William Makepeace Thackeray, Edmund Hillary, Douglas Hurd
- Turf Club, gegründet 1861
- Übersee-Club, gegründet 1922 von Max M. Warburg
- Whitetiger Association, gegründet 1918, Österreich
- White’s Club, gegründet 1693 von Francesco Bianco, Mitglieder u. a. Beau Brummell, David Cameron, David Niven, Charles III., Prinz William